# Jan Piotr Sapieha
Jan Piotr Sapieha (litauisk: Jonas Petras Sapiega; født 1569 i Bychaŭ, Storfyrstendømmet Litauen (nu i Mahiljow voblast, Hviderusland), død 15. juni 1611 i Moskva) var en polsk-litauisk adelsmand (Szlachta), general, politiker, diplomat, guvernør i Usvjatskij rajon, medlem af sejm og en dygtig leder af de polske tropper udstationeret i Kreml i Moskva.
Sapieha var militær kommandant for de polsk-litauiske styrker i den polsk-svenske krig i 1600–11, hvor han bragte et privat regiment af 100 kosakker, og befalede højrefløjen, der bestod af 400 kongelige husarer og 700 beredne kosakker, fra den polske hær under slaget ved Kirkholm i 1605. Han deltog også i den polsk-moskovitiske krig i 1605-1618, hvor han stod i spidsen for den mislykkede belejringen af Troitse-Sergijeva lavra i 1608 og kæmpede senere mod de anti-polske moskovitiske styrker i nærheden af Moskva, ledet af Prokopij Ljapunov. Han døde pludseligt den 15. oktober under belejringen af Kreml.
Sapieha er kendt for sin hensynsløshed over for de russiske folkeslag, han fik øgenavnet Pan Hétman, der ordret betyder hr general.